# Na okraji věčnosti
Na okraji věčnosti (v anglickém originále The City on the Edge of Forever) je sedmý díl druhé řady amerického komediálního animovaného televizního seriálu Městečko South Park.

## Děj
Školní autobus se s dětmi vybourá a školní řidička paní Crabtreeová se vydá najít pomoc. Varuje děti, že pokud vylezou sní je velká příšera. Cestou stopne řidiče kamionu Marcuse, který se do ní zamiluje a zavede jí do baru. Za své nevhodné chování se z ní postupně stává celebrita a zapomíná na děti. Jedno dítě se pokusí dostat domů pěšky, ale když vyleze z autobusu zabije ho nějaké monstrum, čímž se děti už neodváží jít ven. Mezitím své děti začnou hledat rodiče. Autobus, který způlky vyčuhoval ze skály spadne dolů do zmrzliny. Eric se probudí a převypráví svůj sen své matce. Ta ho vyslechne a k snídani mu nabídne brouky. Eric neodmítne a s matkou je začnou jíst. Nakonec to byl vše Stanův sen, který skončil, když se Stan probudil a řekl Kyleovi o čem se mu zdálo. Nakonec to byl vše sen paní Crabtreeové, který skončí tím, že ona s Marcusem v poklidu sedí u rybníka při soumraku či svítání Slunce.